# Саха, Луукас
Луукас Саха (фин. Luukas Saha; род. 7 июля 1998, Тавастгус) — финский дзюдоист, выступающий в весовой категории до 66 кг. Бронзовый призёр чемпионата мира 2024 года, бронзовый призёр чемпионата Европы 2025 года. Участник летних Олимпийских игр 2024 года. 

## Биография
Луукас Саха родился 7 июля 1998 года.

## Карьера
Саха становился чемпионом Финляндии в суперлегком весе в 2018 году. В 2021, 2022 и 2023 годах выигрывал чемпионский титул в полутяжелом весе в весовой категории до 66 килограммов. Изучает экономику в Университете Тампере. С 2020 по 2024 год Саха тренировался со словенцем Роком Дракшичем.
На международном уровне Саха впервые вышел в четвертьфинал на чемпионате Европы 2023 года в Монпелье, а по итогам турнира занял седьмое место.
В мае 2024 года финский спортсмен занял третье место на турнире Большого шлема по дзюдо в Астане. Десять дней спустя, на предолимпийском чемпионате мира, который состоялся в Объединённых Арабских Эмиратах, Лукас впервые в карьере завоевал бронзовую медаль, победив в поединке за третье место спортсмена из Таджикистана Эмомали Нурали.
Летом 2024 года принял участие в летних Олимпийских играх, которые состоялись в Париже. В весовой категории до 66 кг, Луукас в первом поединке одолел турецкого дзюдоиста Мухаммеда Демиреля, а во втором уступил молдаванину Денису Виеру.
В апреле 2025 года на чемпионате Европы в Подгорице в весовой категории до 66 кг стал обладателем бронзовой медали. В схватке за третье место одолел соперника из Испании Адриана Нието Чинарро.